# Vickers Limited
A Vickers Limited era um conglomerado de engenharia britânico. O negócio começou em Sheffield em 1828 como uma fundição de aço e ficou conhecido por seus sinos de igreja, passando a fazer eixos e hélices para navios, placas de blindagem e artilharia. Grandes navios, carros, tanques e torpedos inteiros o seguiram. Dirigíveis e aeronaves foram adicionados, e os aviões a jato Vickers permaneceriam em produção até 1965.
Os problemas financeiros após a morte dos irmãos Vickers foram resolvidos em 1927 com a separação da Metropolitan Carriage Wagon and Finance Company e da Metropolitan-Vickers, fundindo o restante do negócio original com a Armstrong Whitworth para formar a Vickers-Armstrongs. O nome Vickers ressurgiu como Vickers plc entre 1977 e 1999.

## Produtos

### Aço especiais e armamentos
Em 1868 a Vickers começou a fabricar poços marítimos, em 1872 começou a fundir hélices marítimas e em 1882 montou uma prensa de forja. A Vickers produziu sua primeira placa de armadura em 1888 e sua primeira peça de artilharia em 1890.

### Navios
Ela comprou a empresa de construção naval Barrow in Furness, The Barrow Shipbuilding Company, em 1897, adquirindo sua subsidiária Maxim Nordenfelt Guns And Ammunitions Company ao mesmo tempo, para se tornar Vickers, Sons & Maxim. Quando Sir Hiram Maxim se aposentou em 1911, o nome da empresa passou a ser Vickers Ltd. O estaleiro em Barrow tornou-se o "Estaleiro de construção naval". Com essas aquisições, a Vickers agora poderia produzir uma seleção completa de produtos, de navios e acessórios marinhos a placas de blindagem e um conjunto de munições. Em 1901, o primeiro submarino da Marinha Real, Holland 1, foi lançado no Estaleiro de Construção Naval. Em 1902, a Vickers adquiriu metade das ações do famoso estaleiro Clyde John Brown and Company.

### Carros
Outra diversificação ocorreu em 1901 com a compra dos planos embrionários de fabricação de carros de Herbert Austin, e do próprio Austin, da The Wolseley Sheep Shearing Machine Company. A nova empresa foi incorporada e denominada The Wolseley Tool and Motor Car Company e as obras foram adquiridas em Adderley Park, Birmingham.

### Torpedos
Em 1911, um controle acionário foi adquirido na Whitehead and Company, um fabricante de torpedos com sede em Fiume, Croácia e no porto de Portland, Dorset.

### Aviões
Em 1911, o nome da empresa foi alterado para Vickers Limited e expandiu suas operações na fabricação de aeronaves com a formação da Vickers Ltd (Departamento de Aviação).
As aeronaves da marca Vickers foram produzidas de 1911 a 1965, quando a BAC encerrou o uso do nome.

### Engenharia elétrica
Em 1919, a companhia elétrica britânica Westinghouse foi adquirida como Metropolitan-Vickers Electrical Company; Metrovick. Ao mesmo tempo, eles se interessaram por ferrovias da Metropolitan. Wolseley, agora Wolseley Motors, foi vendido para William Morris em meados de novembro de 1926 e ele o reteve como sua propriedade pessoal.